# The Patriot Game
《The Patriot Game》(패트리엇 게임)은 1957년에 나온 아일랜드의 현대 포크송이다. 극작가 브렌단 비언의 동생이며 독립운동가(북아일랜드 독립운동가), 시인, 작곡가, 가수인 도미니크 비언(1928~1989)이 작사하였고, 가락은 메리 먼스 어브 메이(The Merry Month of May)라는 전통 가락이다. 

## 내용
1936년 2월 2일에 태어나 1957년 1월 1일에 20세를 일기로 순국한 북아일랜드의 독립운동가 퍼걸 오핸른(Fergal O'Hanlon)이 화자이다. 온 몸에 영국군의 총알을 맞고 순국하기 직전의 오핸른의 심경을 다루고 있다. 카운티 모나한(County Monahan)에서 태어나 북아일랜드의 독립을 위해 젊은 날의 꿈과 열정을 독립운동에 바치고 영국군의 사격에 온 몸이 총알투성이가 되어 최후를 맞이한 퍼걸 오핸른 본인의 반영 의식과 북아일랜드 독립에 대한 희망을 다루며 아일랜드의 민족 감정을 자극하고 있다. 

## 논란
- 밥 딜런이 부른 노래 위드 갓 온 아워 사이드(With God on Our Side)라는 곡은 사실 이 곡의 패러디인데, 밥 딜런은 자기가 이 곡을 작곡까지 한 것처럼 소개했다. 때문에 비언은 밥 딜런이 표절을 했다며 강력하게 비판했다.
- 더 클랜시 브라더스는 이 곡을 1963년도 성 파트리치오 축일(3월 17일)에 카네기 홀에서 리엄 클랜시의 솔로로 불렀고, 그 해에 나온 앨범 <In Person At Carnegie Hall>에 수록했는데, 도미니크 비언의 원곡에 있는 이몬 데 발레라를 비판하는 내용(북아일랜드 6개주를 제외한 독립에 찬성한 것에 대해)을 빼고 불렀다. 비언은 여기에 대해서도 문제를 제기했다.

## 수록 앨범
- 도미니크 비언: Songs of the Irish Republican Army(1957)
- 더 클랜시 브라더스: In Person At Carnegie Hall(1963) 등
- 리엄 클랜시: Liam Clancy (1965)
- 더 더블리너스: In Concert (1965)